# Plagiohammus sallei
Plagiohammus sallei är en skalbaggsart som först beskrevs av Thomson 1860.  Plagiohammus sallei ingår i släktet Plagiohammus och familjen långhorningar. Inga underarter finns listade i Catalogue of Life.